# Данко Митров
Слободан Митров Данко (Ђурђевац, код Копривнице, 14. март 1919 — Доња Лепеница, код Српца, 8. јун 1942) био је учесник Шпанског грађанског рата и Народноослободилачке борбе и народни херој Југославије.

## Биографија
Рођен је 14. марта 1919. године у селу Ђурђевцу, код Копривнице, у Подравини. Његов отац Лазар Митров био је из Старог Сланкамена, у Срему, а у Славонију је дошао након студија ветерине у Бечу. Мајка Мара, рођена Радановић, била је из Ђакова, а у браку са Лазаром је поред Данка имала и сина Војина и ћерку Зорицу. Због очевог честог мењања службе, породица се често селила, па су живели у Петрињи, Бања Луци, Ђевђелији, на југу Македоније и Степановићеву, код Новог Сада.
Основну школу и гимназију похађао је у Бања Луци, где је био веома активан у спортском и друштвеном животу. Бавио се фудбалом и био голман у Бањалучком спортском клубу (БСК) и Радничком спортском клубу Борац. У овим спортским друштвима, преко радника, који су припадали револуционаром радничком покрету, добио је прва сазнања о идејама социјализма и комунизма. Преко њих је и добијао напредну литературу тог времена, а посебно је волео совјетског писца Максима Горког. Године 1934. примљен је у чланство тада илегалног Савеза комунистичке омладине Југославије (СКОЈ), након чега почиње његов политички ангажман. Укључио се у трибине и разговоре, које је организовао Клуб академичара Бања Луке, као и у низ других друштвених и политичких активности. У лето 1936. био је један од организатора бојкота Олимпијских игара, које су одржаване у Берлину, јер су их немачке власти користиле за промоцију своје нацистичке политике. Због учешћа у разбијању манифестације, коју су организовале присталице Олимпијаде, био је ухапшен. Пошто је био малолетан није изведен пред суд, али је искључен из гимназије. Исте године његова породица се преселила у Ђевђелију, где је отац Лазар добио нову службу. У новој средини наставио је са револуционарним деловањем и убрзо постао један од најистакнутијих организатора омладине.
Иако још младић, са великим интересовањем пратио је дешавања у Шпанији, у којој је јула 1936. избио грађански рат, вођен између дела војске, коју је предводио профашистички генерал Франциско Франко и трупа које су биле одане левичарској Влади Шпанске републике. Као левичар и антифашиста, није остао равнодушан према дешавањима у Шпанији, а посебно након што је Комунистичка партија Југославије (КПЈ) упутила позив за одбрану Шпанске републике. Митров је у Ђевђелији био члан Фудбалског клуба Кожуф, са којим је јануара 1937. отишао на утакмицу у Атину. Како су власти Краљевине Југославије, својим држављанима браниле одлазак у Шпанију легалним путем, одлучио је да ово путовање искористи за свој одлазак. Из Атине је преко Софије и Букурешта отишао у Беч, одакле је возом пошао за Француску. У страху да му француска полиција забрани улазак у земљу, пошто је још био малолетан, швајцарско-француску границу је прешао држећи се за челичну конструкцију испод вагона.

### Борбе у Шпанији
У Шпанију је стигао јануара 1937. као један од првих добровољаца из Југославије. Након кратког војног курса, постао је борац у интернационалном батаљону „Ернст Телман”, а касније се борио у батаљону „Домбровски” и у југословенском батаљону „Ђуро Ђаковић”. У борбама је више пута био рањаван, што га није спречавало да активно учествује у различитим видовима деловања. Као рањеник, радио је на уређивању листа Димитровац, као и емисија на српскохрватском језику које је емитовао Радио Мадрид. Заједно са Божидаром Масларићем и Карлом Мразовићем, био је сарадник Југословенске секције при Комесаријату Интернационалних бригада у Албасети. Био је члан редакције, која је јула 1938. у Барселони објавила публикацију Крв и живот за слободу, која је говорила о учешћу југословенских добровољаца у Шпанском грађанском рату. Поред њега, чланови редакције били су — Вељко Рибар (Карл Ангер), Божидар Масларић и Вељко Влаховић. У каснијим борбама постао је политички комесар и добио чин мајора Народне републиканске армије. Његову храброст и смелост уочили су водећи кадрови Интернационалних бригада, па је на предлог команданта Андре Мартија, постао један од обавештајних официра који је истраживао делатност убачених фашистичких група у републиканским јединицама и организацијама. Новембра 1938. учествовао је биткама на Ебру, код Мадрида, где је био рањен.
Крајем 1938. Шпанска република је постигла споразум са Нацистичком Немачком и Фашистичком Италијом, о њиховом престанку помагања Франкових трупа, под условом да Интернационалне бригаде напусте Шпанију. Након распуштања Интернационалних бригада, немачке и италијанске власти нису испоштовале договор и наставиле су са подршком Франком. Јануара 1939. на сатанку југословенске групе бораца Интернационалних бригада затражена је дозвола од Владе Шпанске републике да им дозволи да се укључе у борбу за одбрану Барселоне. Тада је поново формиран, раније распуштени, батаљон „Ђуро Ђаковић”, а његов командант је био Коста Нађ, а политички комесар Данко Митров. Након пада Барселоне, југословенски добровољци су се повукли у Француску, а како им Краљевина Југославија није дозвољавала да се легално врате у земљу, били су заточени у логорима.
Због лоших услова, који су владали у логору за припаднике Интернационалних бригада у Сен Сипријану, штрајковао је глађу, због чега је био премештен у тврђаву Форт Кајур, на Средозменом мору. Након шест месеци, одведен је у логор за припаднике Интернационалних бригада у Грису, који се налазио у близини Пиринеја. Након што су нове шпанске власти тражиле од Француске изручење Митрова, ради суђења, другови из логора су организовали његово бесктво. Заједно са Димитријем Котуровићем побегао је 1940. из огора и у Авињону дочекао мајку, која му је донела докумнета како би се легално вратио у Југославију. Одмах по доласку у земљу, послат на одслужење војног рока у Југословенској војсци. Налазио се у Дебру, на југословенско-албанској граници, када је априла 1941. почео напад Сила осовина на Југославију. Током краткотрајног Априлског рата његова јединица пружала је отпор италијанским снага, као и пуне две недеље након капитулације. Потом се налазио у сабирном заробљеничком логору у Тетову, из кога је успео да побегне и преко Београда се пребаци у Бања Луку.

### Борбе у Босанској крајини
На почетку окупације повезао се са члановима Комунистичке партије и укључио у припреме за организовање устанка у Босанској крајини и активно радио на прикупљању оружја и друге војне опреме. На почетку устанка, у лето 1941. овде се налазило неколико његових другова из Шпаније — Коста Нађ, Миљенко Цвитковић, Војо Тодоровић, Марко Орешковић, Владо Поповић и др. Јула 1941. напустио је Бања Луку и изашоа на брдо Старчевицу и почео са партизанским акцијама. Августа 1941. постављен је за команданта Штаба устаничких одреда Босанске крајине. Кординирао је сарадњу партизанских јединица са простора Лике и Босанске крајине и организовао нападе на усташко-домобранске и италијанске окупаторске јединице. Са бањалучког сектора пребачен је у ослобођени Дрвар, а потом је прешао на Грмеч и одатле у Јајце, где је октобра 1941. постављен за команданта Трећег крајишког партизанског одреда. Након реорганизације партизанских јединица, фебруара 1942. постао је командант Четвртог крајишког партизанског одреда, који је дејствовао у централној Босни, на простору од Мотајице до Влашића и од Босне до Врбаса. Након четничког пуча Раде Радића, априла 1942. дошло је до распада Четвртог крајишког одред, па је Митров заједно са крајишким пролетерским батаљоном, под командом Здравка Челара, учествовао у борбама против четника на овом терену.
Исцрпљен готово свакодневним борбама са надмоћнијим четничким снагама, Пролетерски батаљон је у ноћи 31. маја/1. јуна 1942. безуспешно покушао да пређе преко Врбаса и пребаци се на Козару. Потом је 6. јуна 1942. у Доњој Лепеници, код Српца, на јужним падинама Мотајице, окружен од стране батаљона из Седме СС дивизије Принц Еуген, делова Борјанског четничког одреда и вода домобрана. У току борби, које су вођене наредних дана, батаљон је изгубио 105 бораца, а након пробоја из окружења на врху Мотајице окупило се свега 118 бораца, који су у ноћи 14/15. јуна 1942. успели да се пребаце преко Саве у Славонију, где су боравили наредна четири месеца. Током борби за пробој из непријатељског окуржења, Данко је 8. јуна 1942, у покушају да се пребаци на југ, упао у четничку заседу и погинуо.
Указом Председништва Антифашистичког већа народног ослобођења Југославије (АВНОЈ), а на предлог Врховног команданта ЈА маршала Јосипа Броза Тита, за осведочена херојска дела, умешност у командовању, специјалне подвиге, показану храброст и нарочите заслуге 26. јула 1945. проглашен је за народног хероја. Истим Указом одликована је група истакнутих партизанских команданата из Босне и Херцеговине, међу којима су били — Петар Мећава, Раде Кондић, Петар Шкондрић, Жарко Вуковић, Васо Мискин Црни и др.
У току Народноослободилачког рата склопио је партизански брак са Надом Мажар, из познате револуционарне бањалучке породице, чија су тројица браће (Ивица, Јосип и Драго) проглашени за народне хероје. И други чланови његове породице учествовали су у рату — мајка Мара, брат Војин и сестра Зорица и сви су били носиоци Партизанске споменице 1941. Мара Митров била је након рата народни посланик Народне скупштине НР Босне и Херцеговине, а умрла је фебруара 1973. у Загребу. Војин Митров (1913—1978) био је у току рата политички комесар Рибничког партизанског одреда и обавештајни официр Петог босанског корпуса, а након рата пуковник Југословенске народне армије и члан Савета Републике СР БиХ. Оца Лазара Митрова убили су четници у току рата.

## Галерија
- Логор Гирс, 1939. године. Час фискултуре. Међу осталима: Данко Митров, Лазар Латиновић и Срећко Манола
- Данко Митров у Шпанији
- Спомен-биста Данку Митрову у Бања Луци
- Спомен-биста у Ђевђелији
- Спомен-обележје Данку Митрову у Доњим Срђевићима, код Српца
- Спомен-обележје Данку Митрову, на мјесту на којем је убијен, у Доњим Срђевићима
- Спомен-плоча на Партизанском гробљу у Бања Луци
- Орден народног хероја